# Kabarga (kraï du Primorié)
Kabarga (en russe : Кабарга́, litt. « cerf porte-musc »), jusqu'en 1972 Kaoul (en russe : Ка́уль est une localité (classifiée comme une gare) de l'Extrême-Orient de la Russie, située dans l'okroug urbain de Lessozavodsk dans le kraï du Primorié. En 2010, sa population s'élevait à 39 habitants.

## Géographie

### Situation
Le village de Kabarga se situe dans le kraï du Primorié, kraï du sud de l'Extrême-Orient en Russie asiatique. Faisant partie du district fédéral extrême-oriental, elle se trouve à 270 km au nord-nord-est de Vladivostok, capitale du district et du kraï et à 6 300 km à l'est de Moscou. Kabarga est l'une des vingt-deux localités de l'okroug urbain de Lessozavodsk , avec comme chef-lieu la ville de Lessozavodsk, à 17 km au nord.
Le village se situe dans le kraï de l'Oussouri, une région naturelle qui englobe le bassin de la rivière Oussouri, affluent droit du fleuve Amour. Le village est traversé par la rivière Kabarga (jusqu'en 1972 — Kaoul), un affluent droit de l'Oussouri,.

### Localités limitrophes
Les localités limitrophes sont :
- Donskoïe en direction du nord ;
- Tikhmenevo au sud-est
- En direction du sud se trouve Rodnikovy

|  | Donskoïe  |            |
|  | Kabarga   |            |
|  | Rodnikovy | Tikhmenevo |

## Histoire
La localité est née en 1895 comme un village sur la voie d'évitement ferroviaire de Kaoul du chemin de fer de l'Oussouri, dont la section correspondante a été ouverte à la circulation ferroviaire en 1894.
Pendant la guerre civile russe, le carrefour de Kaoul fut plus d'une fois au centre des hostilités. Ayant été soviétique pendant une courte période, Kaoul , comme l'ensemble du chemin de fer, est passé de main en main. Après avoir chassé les légionnaires tchécoslovaques des hauteurs de Kaoul le 1er août 1918, le 2 août 1918, le commandant de la section centrale du front Oussouri des « Rouges », M. V. Ourbanovitch, mourut ici. Selon des recherches de 2021, lors de cette bataille, 43 soldats tchécoslovaques ont été  portés disparus et plus de 200 personnes ont été tuées par les gardes rouges.
En avril 1922, le passage fut repris aux Gardes rouges par les troupes japonaises durant l'intervention en Sibérie. Après le début de l'évacuation des Japonais du Primorié, en septembre 1922,  Kaoul passa des troupes de l'Armée populaire révolutionnaire de la république d'Extrême-Orient aux troupes de l'armée du Zemstvo (gouvernement provisoire du Priamour) et vice-versa,.
Depuis 1972, en raison du changement de nom massif d'objets géographiques en Extrême-Orient , le village et la station sont appelés Kabarga, du nom de la rivière du même nom.

## Démographie
Recensements (*) et estimations de la population,,,:
|      | \| 1915 \| 1926* \| 2002* \| 2007 \| 2010* \| - \| \| ---- \| ----- \| ----- \| ---- \| ----- \| - \| \| 517 \| 477 \| 47 \| 55 \| 39 \| - \| |       |      |       |   |
| 1915 | 1926* | 2002* | 2007 | 2010* | - |
| 517  | 477 | 47    | 55   | 39    | - |

## Transports
Le village est desservie par la gare du même nom du chemin de fer de l'Oussouri, chemin de fer qui fait partie du Transsibérien dans sa partie la plus orientale. Il y a des trains la reliant à Roujino et à Vladivostok. Concernant le transport routier, la petite route régionale 05K-174 la relie à la route régionale 05K-195, cette dernière allant de Lessozavodsk à la route fédérale A370 (Khabarovsk au nord et Vladivostok au sud).

## Culture
Sur la colline de Kaoul se trouve le monument aux soldats et commandants du Front Oussouri, honorant ces derniers lors de leur bataille de 1918. Il a été créé en 1977 à l'initiative du directeur de l'école secondaire no 1 de Lesozavodsk et historien local.